# Società Polisportiva Portuense 1934-1935
Questa pagina raccoglie i dati riguardanti la Società Polisportiva Portuense nelle competizioni ufficiali della stagione 1934-1935.

## Rosa
| N. |                   | Ruolo | Calciatore          |  |
| -- | ----------------- | ----- | ------------------- |  |
|    | Italia (bandiera) | D     | Colsister Aramini   |  |
|    | Italia (bandiera) | A     | Leonino Baratella   |  |
|    | Italia (bandiera) | A     | Ettore Baruzzi      |  |
|    | Italia (bandiera) | C     | Marcello Biavati    |  |
|    | Italia (bandiera) | C     | Bruno Bolzati       |  |
|    | Italia (bandiera) | C     | Alcine Dalla Fina   |  |
|    | Italia (bandiera) | C     | Guido Degli Esposti |  |
|    | Italia (bandiera) | C     | Antonio Fortini     |  |

| N. |                   | Ruolo | Calciatore        |
| -- | ----------------- | ----- | ----------------- |
|    | Italia (bandiera) | A     | Enrico Franchini  |
|    | Italia (bandiera) | A     | Frei              |
|    | Italia (bandiera) | A     | Vincenzo Lega     |
|    | Italia (bandiera) | C     | Nino Negrini (II) |
|    | Italia (bandiera) | D     | Nino Nobili       |
|    | Italia (bandiera) | P     | Vittorio Poletto  |
|    | Italia (bandiera) | P     | Aldo Santi        |
|    | Italia (bandiera) | A     | Arnaldo Taddei    |